# ベッティ反応
ベッティ反応(Betti reaction)は、アルデヒドと一級芳香族アミンとフェノールからα-アミノベンジルフェノールを合成する化学反応である。ベッティ反応はマンニッヒ反応の特殊な例である。